# Radio Ethiopia
Radio Ethiopia è il secondo album della cantautrice statunitense Patti Smith, pubblicato nel 1976 per l'etichetta discografica Arista Records.
La copertina è opera della fotografa Judy Linn, amica di Patti Smith. 
Patti Smith ha spiegato che il testo di Radio Ethiopia, la traccia di 10 minuti contrassegnata da un grezzo suono delle chitarre ai limiti del noise, si riferisce alle volontà in punto di morte di Arthur Rimbaud.

## Tracce
1. Ask the Angels - 3:07 -  (P. Smith - I. Kral)
2. Ain't It Strange - 6:35 -  (P. Smith - I. Kral)
3. Poppies - 7:05 -  (P. Smith - R. Sohl)
4. Pissing in a River - 4:41 -  (P. Smith - I. Kral)
5. Pumping (My Heart) - 3:20 -  (P. Smith - I. Kral - Jay Dee Daugherty)
6. Distant Fingers - 4:17 -  (P. Smith - A. Lanier)
7. Radio Ethiopia - 10:00 -  (P. Smith - L. Kaye)
8. Abyssinia - 2:10 -  (P. Smith - L. Kaye - R. Sohl)

## Musicisti
- Patti Smith - Voce
- Lenny Kaye - Chitarra, Basso, Voce
- Jay Dee Daugherty - Batteria, Percussioni
- Ivan Kral - Chitarra, Basso
- Richard Sohl - Tastiere, sintetizzatori